# Träumerei in der Prärie
Träumerei in der Prärie ist ein mexikanischer Kurzfilm von Esteban Arrangoiz Julien aus dem Jahr 2017.

## Handlung
Die Anfangseinstellung zeigt Gaspar und Paty auf der Prärie im Gespräch, um sie herum eine Schafherde. Gaspar wanderte mit 17 Jahren in die USA aus und kam vor einem Jahr nach Mexiko zurück. Paty lebt mit ihrem kleinen Kind und ihrer Mutter zusammen; ihr Mann ist Soldat, sein letztes Lebenszeichen erhielt sie vor zwei Jahren.
In einem Toneinspieler erzählt ein Mann, dass er einen Lebensmittelladen betreibt, der Lebensunterhalt jedoch erschwert wird, weil Schutzgelderpresser die Familie bedrohen. Ein geschlossener Laden wird gezeigt, es folgen weitere leere Stadtansichten sowie eine Durchsage, in der nach Schneiderinnen gesucht wird. Diese ist bis zur Prärie zu hören. Gaspar singt ein aktuelles Lied und ruft die Schafe, die ihm folgen.
Ein Handyvideo zeigt Männer mit Waffen. Nach einem Schuss folgt ein weiteres Tondokument, in dem das Kartell Jalisco Nueva Generation ankündigt, die Gegenden Guerrero und Michoacán von Schutzgelderpressern zu befreien. Eine Aufnahme der leeren Prärie wird von einem Handyvideo abgelöst, in dem Männer mit Waffen in einer Autoschlange zu sehen sind. In einem Tondokument erklären die Kleinkinder Eric und Manuel, dass sie nicht zur Schule wollen, sondern sich einem Kartell anschließen werden, und später auch Polizisten entführen und töten würden.
Gaspar tobt mit zwei Hunden über die Prärie. Kurz darauf ist er erneut mit Paty im Gespräch auf der Prärie zu sehen.

## Produktion
Regisseur Esteban Arrangoiz Julien verband in Träumerei in der Prärie Spielfilm- und Dokumentaraufnahmen. Bei den eingespielten Ton- und Filmaufnahmen handelt es sich um reale Videos, die zum Zeitpunkt des Drehs auf Youtube zu finden waren. Der Titel, den Gaspar im Film singt, ist Eso es quererte von Fidel Rueda y Los Buitres de Culiacán.
Träumerei in der Prärie wurde im Februar 2017 auf der Berlinale 2017 gezeigt, wo er im Rahmen der Reihe Berlinale Shorts lief. ARTE zeigte den Film am 30. September 2018 im Rahmen der Reihe Kurzschluss zum Thema Gewalt und Korruption erstmals im deutschen Fernsehen, wobei der Film untertitelt lief.

## Auszeichnungen
Träumerei in der Prärie wurde 2017 auf der Berlinale mit dem Silbernen Bären – Preis der Jury ausgezeichnet. Er lief zudem im Wettbewerb um den Goldenen Bären für den Besten Kurzfilm. 